# Spinosauridae
De Spinosauridae vormen een onderverdeling van de Spinosauroidea, een groep uit de Theropoda, vleesetende dinosauriërs.

## Definitie
Een familie Spinosauridae is in 1915 door Ernst Stromer benoemd om Spinosaurus een plaats te geven.
De eerste definitie als clade werd in 1998 gegeven door Paul Sereno: de groep bestaande uit alle Spinosauroidea die nauwer verwant zijn aan Spinosaurus dan aan Torvosaurus. In 2004 gaf Thomas Holtz een inhoudelijk niet afwijkende definitie: de groep bevattende Spinosaurus aegyptiacus en alle soorten die dichter bij Spinosaurus staan dan bij Megalosaurus bucklandi en Allosaurus fragilis en de huismus Passer domesticus. Deze ingewikkelde definitie voorkomt dat de groep onverwacht uitgebreid zou blijken en zijn naam daardoor minder passend. In 2005 gaf Sereno een overeenkomende definitie, maar nu met Torvosaurus in plaats van Megalosaurus.
Spinosauride theropoden (Marsh, 1881) vormen een hoog gespecialiseerde clade (familie Spinosauridae (Stromer, 1915)) dinosauriërs behorende tot de clade Tetanurae (Gauthier, 1986), clade Orionides (Carrano, Benson & Sampson, 2012), clade (superfamilie) Spinosauroidea (Stromer, 1915), clade Megalosauria (Bonaparte, 1850). Onderverdelingen van de familie Spinosauridae vormen de Spinosaurinae en de Baryonychinae. De opkomst en ondergang van de groep zijn slecht bekend: alle bekende vormen komen uit één tijdperiode, het vroege en midden Krijt (Barremien - Cenomanien). Alle vormen hebben een krokodilachtige kop, vrij grote armen en zijn groot tot gigantisch. Behalve Spinosaurus, de grootste bekende theropode, behoren tot de groep ook Irritator, Suchomimus en Baryonyx.
Spinosauridae worden gekenmerkt door een krokodilachtige schedel en krokodilachtige tanden. Gebaseerd op de morfologie van de schedel en de algemene, functionele morfologie, isotoopanalyse van de fossiele beenderen, fossiele maaginhoud, en rechtstreeks bewijs van predatie, worden spinosauriden als grote, actieve predatoren beschouwd, die zich met andere dinosauriërs, pterosauriërs en vis voedden. Door de vele aanpassingen aan een leven in het water van de schedel, de nek, de achterpoten en de klauwen van de voorpoten, werd in 2014 voor Spinosaurus aegyptiacus (Stromer, 1915) een semi-aquatische levenswijze voorgesteld.

## Dentale evolutie
Tijdens het veldseizoen van de Palaeontology for Development (PALDES) Project in 2007 werden in een massief tot fijn gelaagde rode siltsteen, welke deel uitmaakt van de "Argiles de l’Irhazer" (Tiourarén Formatie, Irhazer Group, Niger), vier afzonderlijke theropode tanden ontdekt (MUPE HB-142, MUPE HB-118, MUPE HB-125 en MUPE HB-87) die gebruikt werden voor een studie van de vroege dentale evolutie bij Spinosauridae. De paleosite bevindt zich in het agrarische dorp Aderbissinat bij Agadez, Niger, ongeveer dertig km ten noorden van en stratigrafisch onder de ontsluitingen van de Tegama Group. Volgens Rauhut en López-Arbarello dateert de Tiourarén Formatie uit het Bovenste Midden-Jura. De tanden werden in associatie met het holotype GCP-CV-4229 van de basale sauropode Spinophorosaurus nigerensis Remes et al. (2009) gevonden in een laag uit het Bajociaan (ca. 170,3 tot ca. 168,3 miljoen jaar oud (Ma))-Bathoniaan (ca. 168,3 tot ca. 166,1 miljoen jaar oud) (Midden-Jura). De tandkronen zijn volledig genoeg bewaard gebleven om toe te laten verschillende kenmerken vast te stellen en om metingen te verrichten. De meeste tandknobbels zijn intact en zelfs basale gedeelten van de kronen (zonder email) bleven bewaard. Maar vergeleken met de uitstekende conservering van Spinophorosaurus nigerensis is de graad van conservatie van deze vier tanden inferieur, zodat deze waarschijnlijk aan transport door water onderhevig moeten geweest zijn alvorens zij definitief tezamen met de resten van de sauropode in sediment ingebed werden. Na meerdere analyses, zoals vergelijking met reeds beschreven tanden, discriminante (Discriminant Function Analyses(DFA)) en morfometrieke analyses van metrieke kenmerken en kladistische- en clusteranalyses van telbare kenmerken (zoals bv. het aantal tandknobbels), werden deze vier tanden aan twee taxa toegewezen. Volgens de resultaten van deze analyses vertonen drie tanden (MUPE HB-142, MUPE HB-118 en MUPE HB-125) overeenkomsten met genera van de families Megalosauridae (Huxley, 1869) en Allosauridae (Marsh, 1877). Door de afwezigheid van Allosauroidea (Marsh, 1878) in Gondwana tijdens het Midden-Jura, de morfologische gelijkenis met megalosauride tanden en het voorkomen van Afrovenator in de Tiourarén Formatie, behoren de tanden MUPE HB-118, MUPE HB-125 en MUPE HB-142 meer dan waarschijnlijk tot Afrovenator abakensis Sereno et al., 1994.

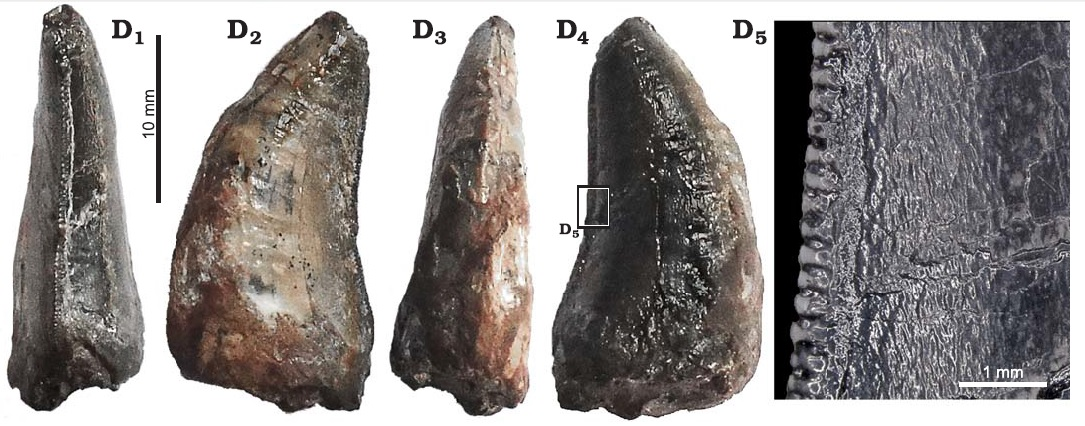
Spinosauride tand (MUPE HB-87) uit het Midden-Jura van de Tiourarén Formatie, Irhazer Group, Argiles de l’Irhazer, Niger. Distaal (D1), linguaal (D2), mediaal (D3) en labiaal aanzicht (D4 + D5). Naar Serrano-Martinez et al., 2015.

De vierde tand, MUPE HB-87, werd in het rechter acetabulum van het skelet van Spinophorosaurus nigerensis aangetroffen, en is mogelijk afkomstig van een basale spinosauride, welke dan de oudst bekende vertegenwoordiger van deze klade zou zijn. Bij basale spinosauriden vond een reductie in het aantal tandknobbels plaats (twee tot vier per mm bij Ostafrikasaurus crassiserratus Buffetaut, 2012). Serrano-Martínez et al. beschouwen dit als een van de belangrijkste kenmerken van de spinosauride dentale evolutie. MUPE HB-87 vertoont een combinatie van kenmerken die bij typische spinosauride tanden ongewoon zijn. De tandkroon is labiolinguaal matig samengedrukt, is distaal gebogen en heeft heel kleine tandknobbels op de carina. Het emailoppervlak heeft, zoals bij andere spinosauride tanden, een diep geaderde emailtextuur, maar zonder apicobasale kammen (kammen die van de top tot de basis van een tand lopen), zoals bij de meeste niet-spinosauride Tetanurae. De doorsnede en kromming van MUPE HB-87 vallen binnen de kenmerken van de ons bekende en beschreven Spinosauridae. Dit kan betekenen dat de twee types tezamen voorkomende ornamentatie bij spinosauride tanden van hoger ontwikkelde genera afzonderlijk evolueerden. Het emailoppervlak met de diep geaderde textuur zou ontstaan zijn bij de basale spinosauriden en de apicobasale kammen bij de hoger ontwikkelde genera van de klade. Deze combinatie van kenmerken zou licht kunnen werpen op de overgang van de plesiomorfe, zifodonte tanden (scherpe, lateraal samengedrukte tanden met gezaagde randen) naar tanden van typische Spinosauridae. MUPE HB-87 zou ook de theorie dat de klade Spinosauridae in Gondwana ontstond kunnen verduidelijken en ondersteunen.
Omdat ze voortdurend vervangen worden en omdat ze door de emaillaag gemakkelijk fossiliseren, zijn, zoals bij andere dinosauriërs, afzonderlijke tanden de meest voorkomende resten van spinosauriden. Typische kenmerken van spinosauride tanden, zoals bijvoorbeeld de conische vorm en de bijna cirkelvormige doorsnede, talrijke en minuscule tandknobbels (vijf tot negen tandknobbels per mm bij Baryonyx walkeri Charig & Milner (1986) en Suchomimus tenerensis Sereno et al. (1998) en vijf tot dertien tandknobbels per mm bij afzonderlijk gevonden tanden) of ongezaagde carinae (bij Spinosaurus en Irritator challengeri Martill et al., 1996) en diep geaderde emailtextuur, maken het mogelijk ze met een hoge graad van zekerheid te identificeren. Over de oorzaak van de reeks aanpassingen aan de tanden van spinosauriden, welke resulteerde in de karakteristieke morfologie, is weinig bekend. Op basis van twee tanden uit het Boven-Jura (Tithonien ?) van de Tendaguru (Tanzania) beschreef Buffetaut de mogelijke overgang in de morfologie van de tanden van de niet-spinosauride voorouder naar de vroege spinosauriden. Deze tanden hebben kammen die van top tot basis lopen, wat een typisch kenmerk is van spinosauride email-ornamentatie. Maar de vorm van deze kammen en het aantal tandknobbels leunen dichter aan tegen de kenmerken van niet-spinosauride Theropoda. Echter, de email-ornamentatie lijkt ook op dat van andere theropoden, zoals Acheroraptor, Ceratosaurus, Zapsalis, Paronychodon en Coelophysis. Dus blijft de verwantschap van deze twee tanden uit de Tendaguru onzeker.

## Fylogenie en cladogram
- Spinosauroidea
  - Spinosauridae
    - Ostafrikasaurus crassiserratus[31]

    - Baryonychinae
      - Baryonyx walkeri
      - Cristatusaurus lapparenti
      - Ichthyovenator laosensis
      - Suchomimus tenerensis
      - Suchosaurus cultridens

    - Spinosaurinae
      - Irritator challengeri
      - Angaturama limai
      - Spinosaurus aegyptiacus
      - Oxalaia quilombensis

- - Spinosauridae incertae sedis
    - Siamosaurus suteethorni
    - "Sinopliosaurus" fusuiensis

Een cladogram van de klade Spinosauridae :
| Baryonychinae | \| \| Baryonyx \| \| \| \| \| \| Cristatusaurus \| \| \| \| \| \| Ichthyovenator \| \| \| \| \| \| Suchomimus \| \| \| \| \| \| Suchosaurus \| \| \| \| |
|               | \| \| Baryonyx \| \| \| \| \| \| Cristatusaurus \| \| \| \| \| \| Ichthyovenator \| \| \| \| \| \| Suchomimus \| \| \| \| \| \| Suchosaurus \| \| \| \| |
|               | Baryonyx |
|               | |
|               | Cristatusaurus |
|               | |
|               | Ichthyovenator |
|               | |
|               | Suchomimus |
|               | |
|               | Suchosaurus |
|               | |

|  | Baryonyx       |
|  |                |
|  | Cristatusaurus |
|  |                |
|  | Ichthyovenator |
|  |                |
|  | Suchomimus     |
|  |                |
|  | Suchosaurus    |
|  |                |

| Spinosaurinae | \| \| Irritator \| \| \| \| \| \| Angaturama \| \| \| \| \| \| Spinosaurus \| \| \| \| \| \| Oxalaia \| \| \| \| |
|               | \| \| Irritator \| \| \| \| \| \| Angaturama \| \| \| \| \| \| Spinosaurus \| \| \| \| \| \| Oxalaia \| \| \| \| |
|               | Irritator |
|               | |
|               | Angaturama |
|               | |
|               | Spinosaurus |
|               | |
|               | Oxalaia |
|               | |

|  | Irritator   |
|  |             |
|  | Angaturama  |
|  |             |
|  | Spinosaurus |
|  |             |
|  | Oxalaia     |
|  |             |

| Baryonychinae | \| \| Baryonyx \| \| \| \| \| \| Cristatusaurus \| \| \| \| \| \| Ichthyovenator \| \| \| \| \| \| Suchomimus \| \| \| \| \| \| Suchosaurus \| \| \| \| |
|               | \| \| Baryonyx \| \| \| \| \| \| Cristatusaurus \| \| \| \| \| \| Ichthyovenator \| \| \| \| \| \| Suchomimus \| \| \| \| \| \| Suchosaurus \| \| \| \| |
|               | Baryonyx |
|               | |
|               | Cristatusaurus |
|               | |
|               | Ichthyovenator |
|               | |
|               | Suchomimus |
|               | |
|               | Suchosaurus |
|               | |

|  | Baryonyx       |
|  |                |
|  | Cristatusaurus |
|  |                |
|  | Ichthyovenator |
|  |                |
|  | Suchomimus     |
|  |                |
|  | Suchosaurus    |
|  |                |

| Spinosaurinae | \| \| Irritator \| \| \| \| \| \| Angaturama \| \| \| \| \| \| Spinosaurus \| \| \| \| \| \| Oxalaia \| \| \| \| |
|               | \| \| Irritator \| \| \| \| \| \| Angaturama \| \| \| \| \| \| Spinosaurus \| \| \| \| \| \| Oxalaia \| \| \| \| |
|               | Irritator |
|               | |
|               | Angaturama |
|               | |
|               | Spinosaurus |
|               | |
|               | Oxalaia |
|               | |

|  | Irritator   |
|  |             |
|  | Angaturama  |
|  |             |
|  | Spinosaurus |
|  |             |
|  | Oxalaia     |
|  |             |

## Paleobiogeografie

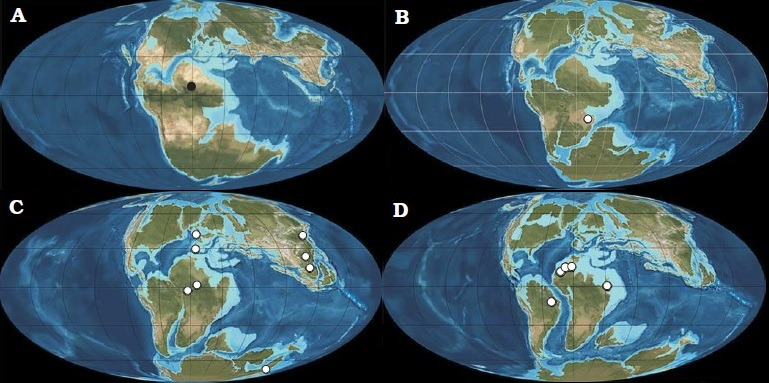
Wereldkaart met veralgemeende paleogeografische vindplaatsen van Spinosauridae (witte stippen) en van MUPE HB-87 in Aderbissinat bij Agadez, Niger (zwarte stip), tijdens het Bajociaan–Bathoniaan (A), het Tithoniaan (B), het Barremiaan−Aptiaan (C) en het Albiaan−Cenomaniaan (D). Met dank aan Ron Blakey (https://web.archive.org/web/20080630104100/http://jan.ucc.nau.edu/~rcb7/mollglobe.html), aangepast en updated door Bertin (2010).

Een mogelijke indeling is de volgende:
Fossielen van spinosauriden zijn van vele paleosites uit het Krijt van Afrika, Zuid-Amerika, Azië, Europa en Australië bekend. Maar het fossielenbestand van spinosauriden uit het Jura is beperkt tot twee tanden van twijfelachtige oorsprong uit het Boven-Jura van Tanzania en vier afzonderlijke tanden uit het Midden-Jura van Niger. De oorsprong en biogeografie van de familie Spinosauridae is nog steeds onduidelijk. Men had algemeen aangenomen dat deze klade zich vanuit Laurazië tot in Afrika verspreidde, en van Afrika tot in Zuid-Amerika. Maar recent onderzoek wees uit dat de richting van de verspreiding gecompliceerder is dan men vroeger dacht. Volgens het fossielenbestand is Spinosauridae voornamelijk een klade uit het Krijt. Maar de zustergroep Megalosauridae kwam al in het Midden-Jura voor. Buffetaut en Rauhut stelden op basis van niet met zekerheid te identificeren tanden uit het Boven-Jura van Tanzania het bestaan van spinosauriden in het Jura voor en Serrano-Martínez et al. op basis van vier afzonderlijke tanden (MUPE HB-142, MUPE HB-118, MUPE HB-125 en MUPE HB-87) uit het Midden-Jura van Niger. Omdat alle voornoemde tanden uit het Afrikaanse Jura stammen is het aannemelijk te stellen dat Spinosauridae in Gondwana ontstonden. Dit wordt ondersteund door de resten van een Australische spinosauride. Tijdens het Laat-Jura was de Australische landmassa, tezamen met de landmassa's van India en Antarctica, geïsoleerd van de rest van Gondwana. Vroege spinosauriden kunnen zich tot in Australië verspreid hebben voordat Gondwana uit elkaar viel. Na hun eerste optreden in Gondwana wordt hun verspreiding onduidelijk. Tijdens het Onder-Krijt hadden Spinosauridae zich al over de hele aardbol verspreid; fossielen werden gevonden in Afrika, Azië, Australië, Zuid-Amerika en Europa. Er bestaat de hypothese dat door de opening van de Tethys Zee Baryonychinae (Charig, 1986) in Laurazië en Spinosaurinae (Romer, 1915) in Afrika konden evolueren, en zich van daaruit tot in Zuid-Amerika konden verspreiden. Het voorkomen van gelijksoortige baryonychinen in Afrika en Europa suggereert een migratie tussen hogere en lagere breedtegraden, en verspreiding, eerder dan migratie, zou een meer waarschijnlijke verklaring zijn voor hun geografisch voorkomen. Gewoonlijk meende men dat deze verplaatsingen van Noord naar Zuid gebeurden, maar de hypothese dat Spinosauridae in Gondwana ontstonden en het voorkomen van zowel Spinosaurinae als Baryonychinae op het Iberisch Schiereiland, en, mogelijk, in Azië, maken elke conclusie over de richting van de verspreiding onzeker, of, minstens, gecompliceerder dan men eerder dacht.